# レキオスFC
レキオスFC（Lequios FC）は、東京都を拠点とするビーチサッカークラブ。2009年の2月から東京に進出し、チーム名を「東京レキオスBS」と改名した。
獲得したアジア・全国タイトルは、全国ビーチサッカークラブ最多の計10回（シンガポール南西アジア大会1回・全国ビーチサッカー大会6回・ビーチサッカーフェスティバル3回）である。

## 概要
チーム名となっている「レキオス」(LEQUIOS)とは、ポルトガル語で「琉球人」を意味する言葉。2005年8月に発足後2006年、2007年、2008年と3年連続して全国ビーチサッカー大会王者に輝く。
2010年は目標にしていた4連覇を果たせず準優勝だったが、2011年・2013年・2014年と優勝を果たした。
ビーチサッカー主体のチーム運営ビーチサッカー日本代表チームに多くの選手を輩出している。
2009年よりビーチサッカー関東トップリーグが創設され、リーグの中心チームとしてビーチサッカーの普及。
2009年ビーチサッカーワールドカップでは日本代表チームはラモス瑠偉監督の指揮下、並居る強豪国を破りベスト8に輝いたが、その日本代表チームにも多くの選手を選抜された。

## チーム実績
- 2006年10月 JFA主催全国ビーチサッカー大会で初代王者。
- 2006年12月 JFAの要請でシンガポール南西アジア大会に出場し、優勝。
- 2007年3月  ビーチサッカーフェスティバルで優勝。
- 2007年10月 JFA主催全国ビーチサッカー大会優勝。
- 2008年3月 中国サッカー協会主催オリンピック開催記念及びサッカー誕生120周年記念大会に招待出場。
- 2008年6月 韓国サッカー協会共催、釜山ビーチサッカー大会に招待出場。
- 2008年10月 JFA主催全国ビーチサッカー大会優勝。
- 2009年10月 JFA主催全国ビーチサッカー大会出場も悪天候で中止。
- 2010年10月 JFA主催全国ビーチサッカー大会準優勝。
- 2011年、2013年、2014年10月 JFA主催全国ビーチサッカー大会3連覇。
- 2015年9月 JFA主催全国ビーチサッカー大会準優勝。

## 監督
- 石川康 2008年〜

## 所属選手

### 東京レキオス
- 後藤崇介